# Tianna Bartoletta
Tianna Bartoletta (dekliški priimek Madison), ameriška atletinja, * 30. avgust 1985, Elyria, Ohio, ZDA.
Nastopila je na poletnih olimpijskih igrah v letih 2012 in 2016, obakrat je osvojila naslov olimpijske prvakinje v štafeti 4x100 m, leta 2016 pa še v skoku v daljino. V slednji disciplini je na svetovnih prvenstvih osvojila dva naslova prvakinje v letih 2005 in 2015 ter bronasto medaljo leta 2017, na svetovnih dvoranskih prvenstvih pa naslov prvakinje leta 2006 ter dve bronasti medalji v teku na 60 m. Ob olimpijskem naslovu leta 2012 je s štafeto postavila svetovni rekord v štafeti 4 x 100 m s 40,82 s, ki je še vedno veljaven.